# Paramylodon
Genre
Genre
Paramylodon est un genre dossile de paresseux géants de la famille des Mylodontidae. Ce genre n'est représenté que par l'espèce Paramylodon harlani.

## Classification
L'espèce Paramylodon harlani a été décrite pour la première fois en 1840 par le paléontologue britannique Richard Owen (1804-1892) sous le protonyme Megalonyx harlani.
En 1903, le paléontologue américain Barnum Brown (1873-1963) crée le genre Paramylodon et l'y reclasse sous le taxon actuel, Paramylodon harlani. 